# Formula di confessione umbra
La Formula di confessione umbra, conosciuta anche come Confessione di Norcia o Confessio Eutitiana, è un manoscritto databile al 1075-1080, che si trova in un codice nella Biblioteca Vallicelliana di Roma e proveniente dal monastero di Sant'Eutizio, presso Norcia. È una delle prime testimonianze in volgare nell'Italia centrale.

## Contenuto
È una formula paraliturgica, che il penitente doveva usare per preparare la confessione, in cui sono passati in rassegna vari peccati, in trasgressione dei comandamenti e dei precetti delia Chiesa (digiuni, pagamento delle decime, ecc.). La formula si conclude con una invocazione in latino, in luogo dell'assoluzione.